# Canadian Record of Natural History and Geology
Canadian Record of Natural History and Geology (abreviado Canad. Rec. Nat. Hist. Geol.) fue una revista con ilustraciones y descripciones botánicas que fue editada en Montreal, publicándose un solo número en el año 1884, con el nombre de Canadian Record of Natural History and Geology, with Proceedings of the Natural History Society of Montreal. Fue reemplazada por Canadian Record of Science. 